# 30 Pegasi
30 Pegasi är en misstänkt variabel i stjärnbilden Pegasus.
30 Pegasi varierar mellan visuell magnitud +5,34 och 5,38 utan någon fastställd periodicitet. Den befinner sig på ett avstånd av ungefär 1275 ljusår.